# 七級煉獄
七級煉獄（常被縮寫為A7X）是一支來自美國加州亨廷頓比奇的重金屬樂團。目前成員包括主唱M. Shadows、節奏吉他手Zacky Vengeance、主音吉他手Synyster Gates、貝斯手Johnny Christ和鼓手Brooks Wackerman。
樂團在2001年發行了出道錄音室專輯《Sounding the Seventh Trumpet》，2003年發行了第二張專輯《Waking the Fallen》。他們以2005年的《邪惡城市》（City of Evil）這張專輯成功打入主流市場，推出了《Bat Country》、《Beast and the Harlot》和《Seize the Day》等單曲。2007年發行的《七級煉獄》（Avenged Sevenfold）延續著之前的成功，推出《Almost Easy》、《Afterlife》和《Dear God》等單曲。樂團於2010年和2013年發行的專輯《Nightmare》和《Hail to the King》均登上了美國告示牌二百大專輯榜首位，繼於2016年發行了概念專輯《The Stage》。
七級煉獄樂團以其多样化的摇滚音乐和专辑封面、商品中的戏剧性图像而闻名。迄今为止，樂團共发行了七张录音室专辑，并在全球销售了超过800万张专辑。

## 傳記

### 樂團組成初期（1999－2004年）
1999年，M. Shadows、Zacky Vengeance、The Rev和Matt Wendt在亨廷頓比奇成立七級煉獄樂團。在錄製第一張專輯《Sounding the Seventh Trumpet》時，團員們只是十八歲的高中生。這張專輯最初由他們的第一間唱片公司Good Life Recordings在2001年發行。在主吉他手Synyster Gates加入樂團後，他們重新錄製了專輯中的《To End The Rapture》，除去鋼琴音軌。之後專輯由Hopeless Records在2002年重新發行。在第五位成員，貝斯手Johnny Christ加入後，《Waking the Fallen》專輯也由Hopeless Records在2003年發行。這張專輯發行後不久，樂團被華納兄弟唱片公司簽下。

### 登上主流（2005－2006年）
2005年6月7日，第三張專輯《邪惡城市》（City of Evil）發行。隨著第一張單曲《Bat Country》的成功，專輯銷售出色，成為樂團第一張金唱片。《邪惡城市》這張專輯偏離了樂團原有的金屬核曲風，M. Shadows也放棄了在前兩張專輯所使用的嘶吼。雖然Shadows承認他在《Waking the Fallen》之後喉嚨和聲帶就受傷，之後需要開刀，但他表示這不是改變唱法的原因。在樂團所發行的DVD《All Excess》中，樂團第二張及第三張專輯的製作人Mudrock說，在《Waking the Fallen》錄製之前，Shadows表示他想錄製一張半嘶吼的專輯，一張無嘶吼的專輯，就是後來的《邪惡城市》。Shadows認為他在手術後恢復良好，並與知名的歌唱教練Ron Anderson一同訓練。

### 《七級煉獄》與The Rev之死（2007－2009年）
2006年，樂團的成功讓他們登上 Ozzfest 的主舞台，與龍之動力、時空飛鷹、Hatebreed、騷動樂團、墮落體制等知名樂團共同演出。同一年，他們也完成了全球巡迴演唱，地點包括美國、英國、歐洲、日本、澳洲和紐西蘭。在取消06年秋冬兩季的演唱會之後，他們宣布將開始籌備第四張專輯。M. Shadows 表示這張不會是《邪惡城市》第二部，或是《Waking the Fallen》第二部，但他說這張不僅將保留原來的元素，還會帶給大家驚喜。2007年，他們前往印尼、新加坡和日本等地展開亞洲巡迴。2007年7月17日，在新專輯推出之前，樂團先發行了他們的第一張DVD《All Excess》。《All Excess》在美國登上DVD榜冠軍，內容包括了紀錄影片、現場演出、音樂錄影帶和《Seize the Day》的幕後花絮。
2007年10月30日，樂團推出了同名專輯《七级炼狱》，首周登上告示牌排行榜第四名，賣出將近94,000張。兩張單曲，《Critical Acclaim》和《Almost Easy》在專輯發行前推出。在2007年12月推出的《A Little Piece of Heaven》動畫影片，原先要收錄於MVI（Musical Video Interactive）之中，但因某些原因（內容涉及戀屍癖），只發布給在網路上註冊的MVI使用者。第三張單曲《Afterlife》在2008年1月發行。樂團宣布第四張單曲將是帶有鄉村搖滾風格的《Dear God》。
2008年他們與無極樂團（Atreyu）、致命情人樂團、Blessthefall 、Idiot Pilot一同參加「Taste of Chaos」巡迴演唱。在巡迴中，樂團錄製了一張現場 DVD，DVD 中還會收錄6首尚未發表的歌曲 。
吉他手Zacky Vengeance在專訪中表示目前樂團在錄音室錄製兩首翻唱自鐵娘子樂團和黑色安息日的歌曲。
7月16日，「Kerrang!」雜誌發行了一張向鐵娘子樂團致敬專輯《Maiden Heaven: A Tribute to Iron Maiden》，他們在專輯中翻唱了《Flash of the Blade》。M Shadows：「鐵娘子樂團是到目前為止世上最棒的樂團，他們音樂是不受時間影響的。」「這也給我們一個機會將這首好歌推薦給我們一些年輕、對鐵娘子樂團不是那麼熟悉的歌迷。」
他們宣布《Live in the LBC & Diamonds in the Rough》將在9月16日發行。有謠言指出他們同名專輯中的第五張，也是最後一張單曲將會是《Lost》或是《Scream》。
七級煉獄獲得了 Kerrang! 的「年度專輯」。M. Shadows 對歌迷說：
「能在英國獲得這項榮譽對我們意義重大，因為英國變成了我們第二個家。今年夏天是我們最棒的夏天。我們看見了來自許多國家的你們，你們讓我們非常感動。我們對美國歌迷所表達的熱愛感到驕傲。而現在，這世界讓我們了解，有這麼多來自全球各地的你們，被我們的音樂感動。我們發自內心的感謝你們。」
日前，七級煉獄參加英國「Leeds & Reading」音樂季，門票銷售一空。但因 M. Shadows 在洛杉磯與英國的醫生表示他的聲音受損需要休息，樂團決定縮短里茲的表演，取消Reading的演出。幾天後，樂團宣佈其他在9月的演出，巡迴預計在10月15日重新展開。
7月24日，樂團宣布收錄一張B-side歌曲及一張現場實錄DVD的《Live In LBC & Diamonds In The Rough》將在9月16日發行。
2008年10月28日，《Dear God》音樂錄影帶在已可在iTunes上付費購買。
2009年12月28日，鼓手The Rev在新專輯製作期間，逝世於家中，得年28歲。

### 《夢魘》（2010－2012年）
2010年2月，繼前一年12月28日，前任鼓手The Rev逝世後，其他樂團成員向The Rev生前偶像─夢劇場鼓手Mike Portnoy提出協助請求，Mike Portnoy很快的答應了他們的請求出任鼓手一職，並參與新專輯之錄音。
2010年5月6日，在亞馬遜網路書店推出單曲《Nightmare》的預覽版本，但因不明原因突然下架；同年5月18日，單曲正式在網路通路推出；而《Nightmare》專輯則於同年7月27日在全球發行。
同年12月，Mike Portnoy表示已完成與七級煉獄的合作協議，結束與七級煉獄的合作關係。
2011年1月20日，樂團宣布新鼓手Arin Ilejay加入巡迴演出，至於Arin Ilejay會不會永久加入則沒定案。
同年4月，在Metal Hamme雜誌舉辦的Golden God Awards中，樂團獲得最佳主唱（M.Shadows）與Epiphone最佳吉他手獎（Synyster Gates與Zacky Vengeance）與Affliction’s 年度最佳專輯獎，而參與製作的鼓手Mike Portnoy也獲得Drum Workshop’s 最佳鼓手獎。
同年5月，有確切消息指出，A7X替《決勝時刻：黑色行動》的下載升級包創作了一首新歌，那首歌名為《Not Ready to Die》，於該年5月2日在itunes上發行。
同年6月3至5日，在Rock am Ring與Rock im Park音樂祭之中演出，共同參與的樂團有Alter Bridge、System of a Down及In Flames。
同年8月，主唱M. Shadows宣布，樂團完成Uproar Festival的演出後，將回家休息6至7個月，再開始進行新專輯的相關工作，並且也表示樂團與Arin Ilejay合作愉快，但目前Arin Ilejay還沒有辦法完全融入樂團新專輯的製作，他們也正朝著這方向做努力。
2012年2月，樂團宣布從同年4月16日到6月24號，將在亞洲的的日本、台灣、菲律賓、新加坡、泰國、馬來西亞、印尼、阿拉伯聯合大公國等地進行巡迴演出。在6月23、24日，於紐澤西的大西洋城首度舉辦的Orion Music + More音樂節也參與演出，同場演出的有金屬製品、Cage the Elephant等樂團。

### 《Hail To The King》（2013－2015年）
2013年9月24日，Avenged Sevenfold發行了新鼓手Arin Ilejay加入後錄製的第一張專輯《Hail To The King》。
2014年2月至3月，參與澳洲Soundwave Festival。
2015年1月，Avenged sevenfold開始了他們的第二次亞洲巡迴演唱會，地點包括韓國、香港、上海、北京、台灣、印尼、泰國、馬來西亞、新加坡、夏威夷等各地演出，台灣場次在2015年1月16號於台北市立大學天母校區體育館晚間7點舉辦。
2015年7月24日，Avenged sevenfold透過官方聲明Arin Ilejay離開樂團並且感謝他這四年來的支持與陪伴，也讚賞他是一位怪獸級的鼓手。11月4日，宣佈新鼓手位置由Brooks Wackerman擔任，Brooks前身屬於Bad Religion樂團。

### 《The Stage》（2016－2017年）
2016年10月3日，樂團的標誌「死亡蝙蝠」在倫敦以投影形式出現，其後陸續也在柏林、多倫多和巴黎各地發現該標誌，為新專輯宣傳。10月12日，Chris Jericho在Instagram發布了載有樂團標誌的圖片並寫上日期「12/9/16」，並透露專輯暫名為「Voltaic Oceans」。新專輯最終名稱為《煉獄舞台》（The Stage），是以人工智能作主題的概念專輯，於2016年10月28日經Capitol Records發行。《The Stage》獲得正面評價，樂團更與Cirque du Soleil導演合作計劃特色演出舞台。

### 第八张录音室专辑（2018年至今）
2018年9月，Synyster Gates在接受Loudwire采访时透露，该乐队已经开始制作他们的第八张录音室专辑，并说“它还处于早期阶段，但我们正在开发一些东西”。
2020年1月，釋出歌曲《Set Me Free》，該曲目是在錄製《Hail To The King》時未發表的歌曲。
2023年3月14日，發表新歌《Nobody》，並宣布新專輯《Life Is But A Dream…》將於6月2日發行。

## 音樂特色

### 團名與歌詞
團名出自於聖經中的創世記，該隱因為殺了自己的弟弟亞伯而過著流浪生活。上帝在他身上做上記號避免有人因他的罪過而殺他，「若殺該隱、遭報七倍」。樂團的縮寫「A7X」是來自於 Zacky Vengeance 的想法，「A」代表「Avenged」，「7x」代表「sevenfold」（「七次」的古代說法）。歌曲《Chapter Four》是來自於創世記第四章，該章節講的是該隱與亞伯的故事。這首歌的目的也是為了表達這內容。《Beast and the Harlot》是另一首出自於聖經的歌曲，歌曲出自啟示錄。另一首出自聖經的歌曲是《The Wicked End》。雖然團名和團員的藝名都是與宗教有關，但 Shadows 在專訪中表示他們並不是宗教樂團。他說：「任何人讀了我們的歌詞並且了解我們，就會知道我們並不是在宣傳宗教。」「我們沒有要強加任何喜好、政治或是宗教 信仰給任何人。我們只是做出音樂給人娛樂，或是促使人們思考，但我們從未試著要人們接受任何事物。我想，現在已經有太多樂團在做這些事了。」樂團有些歌曲，如《Critical Acclaim》、《Gunslinger》和《Blinded In Chains》，有稍微提到政治。收錄在《邪惡城市》的《Betrayed》則是有關潘特拉及破壞計畫吉他手"Dimebag" Darrel之死。

### 死亡蝙蝠
樂團的標誌是一隻「死亡蝙蝠」（Deathbat）。根據第一張DVD《All Excess》，這標誌最初是由樂團的一位高中好友 Micah Montague 所設計，雖然 Cameron Rackam 已為專輯設計許多作品。死亡蝙蝠從《Warmness on the Soul》開始便出現在每張專輯的封面，包括最新的一張DVD《Live in the LBC & Diamonds in the Rough》，而《邪惡城市》例外，因死亡蝙蝠是出現自內頁。另外，死亡蝙蝠也出現在《Bat Country》、《Almost Easy》與《Critical Acclaim》等單曲封面上。

### 音樂類型
一般而言，七級煉獄樂團被視為是美式重金屬新浪潮中一個重要且具有影響力的樂團。他們的音樂融合各種音樂類型的元素，包括各種混合曲風，並脫離了音樂原有的概念（特別是在最新的一張專輯）。舉例來說，他們在第一張專輯的曲風是金屬核，然而《Streets》這首歌加入了龐克元素，《Warmness on the Soul》以鋼琴為主。《Waking the Fallen》是一張更為精緻且流暢的金屬核專輯，比起首張專輯更為成熟，並加入更多成熟及複雜的音樂元素。在第三張專輯《邪惡城市》裡，七級煉獄選擇拋棄金屬核曲風，發展更為龐克金屬／鞭笞的曲風，類似於致命情人和混種魔獸。同時，這兩張專輯中的鼓變為受到鞭笞影響的另類金屬曲風，近似於滑結樂團。在《同名專輯》中，加入了一些與原來硬搖滾和重金屬不同的音樂風格，像是《Dear God》這首歌融合了鄉村曲風，而《A Little Piece of Heaven》則加入了百老匯元素，以銅管和弦樂器為主。自第一張專輯以來，樂團曲風已有很大的改變，從結合吶喊、咆哮的重金屬曲風搭配，與金屬核歌詞，變為龐克搖滾、硬搖滾和重金屬的混合曲風。

## 樂團成員
| 現任團員 - M. Shadows － 主唱、鋼琴 (1999-) - Zacky Vengeance － 節奏吉他、和聲 (1999-)；主音吉他 (1999-2001) - Synyster Gates － 主音吉他、鋼琴、和聲 (2001-) - Johnny Christ － 貝斯、和聲 (2002-) - Brooks Wackerman － 鼓 (2015-) | 前任團員 - The Rev － 鼓、鋼琴、和聲(1999-2009) † - Matt Wendt － 貝斯 (1999-2000) - Justin Sane － 貝斯、鋼琴 (2000-2001) - Dameon Ash － 貝斯 (2001-2002) - Arin Ilejay － 鼓 (2011-2015) |

| 過去暫時性合作團員 - Mike Portnoy － 鼓 (2010) | 特別合作團員 - Brian Haner － 吉他、鋼棒吉他 |

團員變遷時間表

## 音樂作品

### 錄音室專輯
- 《Sounding the Seventh Trumpet（英语：Sounding the Seventh Trumpet）》（2001年）
- 《Waking the Fallen（英语：Waking the Fallen）》（2003年）
- 《邪惡城市》（City of Evil）（2005年）
- 《七級煉獄》（Avenged Sevenfold（英语：Avenged Sevenfold (album)））（2007年）
- 《夢魘》（Nightmare）（2010年）
- 《Hail to the King（英语：Hail to the King (Avenged Sevenfold album)）》（2013年）
- 《煉獄舞台》（The Stage）（2016年）
- 《Life Is But A Dream…》（2023年）

### 其他專輯
- 《長灘現場演唱實錄》（Live in the LBC & Diamonds in the Rough）（2008年）
- 《The Best of 2005–2013（英语：The Best of 2005–2013）》（2016年）
- 《Live at the Grammy Museum（英语：Live at the Grammy Museum）》（2017年）

### 迷你專輯
- 《Warmness on the Soul（英语：Warmness on the Soul）》（2001年）
- 《Black Reign（英语：Black Reign (EP)）》（2018年）

## 獲獎紀錄
| 年份 | 項目                                          | 獎項                                             | 結果 |
| ---- | --------------------------------------------- | ------------------------------------------------ | ---- |
| 2006 | Band: Avenged Sevenfold                       | MTV Music Awards: Best New Artist                | 獲獎 |
| 2006 | Band: Avenged Sevenfold                       | Golden God Awards: Best International Band       | 獲獎 |
| 2006 | Synyster Gates on City of Evil                | Total Guitar: Guitarist of the Year              | 獲獎 |
| 2006 | Synyster Gates on City of Evil                | Dimebag Darrell "Young Shredder" Award           | 獲獎 |
| 2006 | Band: Avenged Sevenfold                       | Kerrang! Awards: Best Band on the Planet         | 提名 |
| 2011 | Mike Portnoy on Nightmare                     | Golden God Awards: Best Drummer                  | 獲獎 |
| 2011 | Synyster Gates & Zacky Vengeance on Nightmare | Golden God Awards: Best Guitarists               | 獲獎 |
| 2011 | M. Shadows on Nightmare                       | Golden God Awards: Best Vocalist                 | 獲獎 |
| 2011 | Nightmare                                     | Golden God Awards: Album of the Year             | 獲獎 |
| 2011 | "Buried Alive"                                | Revolver Magazine's Song of the Year 2011        | 提名 |
| 2013 | "Carry On"                                    | Golden God Awards: Song of the Year              | 提名 |
| 2013 | Hail to the King                              | Loudwire Music Awards: Best Rock Song            | 獲獎 |
| 2013 | Hail to the King                              | Loudwire Music Awards: Rock Album of the Year    | 提名 |
| 2013 | Avenged Sevenfold                             | Loudwire Music Awards: Rock Band of the Year     | 獲獎 |
| 2013 | Avenged Sevenfold                             | Loudwire Music Awards: Most Devoted Fans         | 提名 |
| 2016 | Synyster Gates & Zacky Vengeance on The Stage | Total Guitar: Best Metal Guitarists in the World | 獲獎 |
| 2017 | Avenged Sevenfold                             | Golden God Awards: Best International Band       | 獲獎 |
| 2017 | The Stage                                     | Loudwire Music Awards: Metal Album of the Year   | 獲獎 |
| 2018 | The Stage                                     | Grammy Awards: Best Rock Song                    | 提名 |

## 外部連結
- 官方网站
- 七級煉獄的X（前Twitter）
- 七級煉獄的Instagram帳戶
- 七級煉獄的MySpace主頁
- 法國官方網站
- deathbatnews 七級煉獄專門新聞網站